# Pareronia anais
Pareronia anais är en fjärilsart som först beskrevs av Joseph Louis Bouge 1837.  Pareronia anais ingår i släktet Pareronia och familjen vitfjärilar. Inga underarter finns listade i Catalogue of Life.